# Crataegus tianschanica
Crataegus tianschanica är en rosväxtart som beskrevs av Antonina Ivanovna Pojarkova. Crataegus tianschanica ingår i Hagtornssläktet som ingår i familjen rosväxter. Inga underarter finns listade i Catalogue of Life.